# Салиф Кејта
Салиф Кејта (фр. Salif Keïta; Мали, 12. август 1949) музичар је из Малија, који има медицинско стање албинизам.

## Дискографија
- Soro (Mango, 1987)
- Ko-Yan (Mango, 1989)
- Amen (Mango, 1991)
- Destiny of a Noble Outcast (PolyGram, 1991)
- Folon (Mango, 1995)
- Rail Band (Melodie, 1996)
- Seydou Bathili (Sonodisc, 1997)
- Papa (Blue Note, 1999)
- Mama (Capitol, 2000)
- Sosie (Mellemfolkeligt, 2001)
- Moffou (Universal Jazz France, 2002)
- The Best of the Early Years (Wrasse, 2002)
- Remixes from Moffou (Universal Jazz France, 2004)
- M'Bemba (Universal Jazz France, 2005)
- La différence (Emarcy ,2009)
- Anthology, 2011
- Talé - Universal, Philippe Cohen-Solal, 2012
- Un autre blanc - Universal, 2018